# Serguéi Karimov
Serguéi Karimov (en ruso Сергей Каримов; Saran (Kazajistán), 21 de diciembre de 1986-24 de diciembre de 2019) fue un futbolista de Kazajistán aunque nacionalizado alemán.
Falleció el 21 de diciembre de 2019 a los 33 años sin que se hayan difundido las circunstancias del fallecimiento.

## Selección nacional
Fue internacional con la selección de fútbol de Kazajistán, jugó un partido internacional.

## Clubes
| Club                   | País     | Año       |
| ---------------------- | -------- | --------- |
| VfL Wolfsburg II       | Alemania | 2005-2011 |
| MSV Duisburgo          | Alemania | 2011-2012 |
| MSV Duisburgo II       | Alemania | 2012-2013 |
| Lupo Martini Wolfsburg | Alemania | 2014      |